# David Driskell
David C. Driskell (Eatonton, 7 de junho de 1931 — Washington, D.C., 1 de abril de 2020) foi um artista e estudioso estadunidense.

## Biografia
Seus trabalhos se concentraram no campo da arte afro-estadunidense. Driskell foi professor emérito da Universidade de Maryland, College Park. Nasceu em Eatonton, na Geórgia. Em 2000, Driskell foi homenageado pelo presidente Bill Clinton como um dos 12 ganhadores da Medalha Nacional de Humanidades.
O David C. Driskell Center da Universidade de Maryland, College Park, recebeu o nome dele.

## Morte
Driskell morreu em um hospital em Washington, D.C., em 1 de abril de 2020, de COVID-19, aos 88 anos.